# Frank Thiel (Schauspieler)
Frank Thiel Rasmussen (* 24. Juli 1970 in Kolding, Dänemark) ist ein dänischer Schauspieler.

## Leben
Frank Thiel wuchs in der Gemeinde Sønder Bjert auf. Er schloss 1999 sein Schauspielstudium an der Statens Scenekunstskole in Kopenhagen ab. Im Jahr darauf stand er mit Den vægelsindede auf der Bühne des Det Kongelige Teater und 2001 mit Brødrene Løvehjerte am Det Danske Teater. Seinen bisher größten Erfolg hatte er 2007 auf der Theaterbühne, als er für seine Darstellung in Hjem, kære hjem mit dem renommierten dänischen Theaterpreis Reumert als Bester Nebendarsteller ausgezeichnet wurde.
Seit dem Jahr 2000 spielt Thiel regelmäßig beim dänischen Film mit. So war er unter anderem in Kletter-Ida, Anna Pihl – Auf Streife in Kopenhagen und Timetrip – Der Fluch der Wikinger-Hexe zu sehen. Für seine Darstellung des Kristian in Pernille Fischer Christensens preisgekröntem Drama En Soap wurde er 2007 als Bester Nebendarsteller für den renommierten Filmpreis Robert nominiert.
Thiel war 11 Jahre lang mit der Schauspielerin Anne Steensgaard, mit der er drei gemeinsame Kinder hat, liiert.

## Filmografie (Auswahl)
- 2000: Unit One – Die Spezialisten (Rejseholdet, Fernsehserie, eine Folge)
- 2002: Kletter-Ida (Klatretøsen)
- 2002: Nenn mich einfach Axel (Kald mig bare Aksel)
- 2003: Jesus und Josefine (Jesus & Josefine, Fernsehserie, vier Folgen)
- 2005: Der schönste Tag (Den store dag)
- 2006–2008: Anna Pihl – Auf Streife in Kopenhagen (Anna Pihl, Fernsehserie, 19 Folgen)
- 2006: En Soap
- 2007: Fightgirl Ayşe (Fighter)
- 2007: Insel der verlorenen Seelen (De fortabte sjæles ø)
- 2009: Timetrip – Der Fluch der Wikinger-Hexe (Vølvens forbandelse)
- 2013: Antboy – Der Biss der Ameise (Antboy)
- 2014: Antboy – Die Rache der Red Fury (Antboy: Den Røde Furies hævn)